# Adonis cyllenea
Adonis cyllenea är en ranunkelväxtart som beskrevs av Pierre Edmond Boissier och al.. Adonis cyllenea ingår i släktet adonisar, och familjen ranunkelväxter. Utöver nominatformen finns också underarten A. c. paryadrica.